# 摇摆摆
《摇摆摆》是花儿乐队发行的一首单曲，同时也是电影《歌舞青春2》在中国所有活动的主题曲，其旋律与电影英语主曲相同。它是花儿乐队发行的最后两首音乐（《赢奥运》、《摇摆摆》）。此单曲录有MV，片头还有“迪士尼呈献”的字样。